# علم اتحاد أوروبا الغربية
كان علم اتحاد أوروبا الغربية باللون الأزرق الداكن مع نصف دائرة مكونة من عشر نجوم صفراء خماسية الرؤوس، مع الأحرف الأولى من اسم المنظمة في المنتصف. على الرغم من أنه علم منظمة عسكرية، إلا أنه نادرًا ما يتم رفعه في الأحداث العسكرية.

## التصميم

علم جمعية اتحاد أوروبا الغربية

العلم أزرق داكن مع نصف دائرة من عشرة نجوم صفراء خماسية، مفتوحة في الأعلى، مع الأحرف البيضاء WEU أفقيًا عبر المركز وUEO عموديًا عبر المركز، يشترك الحرف E بين المجموعتين. WEU هي اختصار اسم المنظمة من الإنجليزية (Western European Union)، بينما UEO هي الاختصارات الفرنسية (Union de l'Europe occidentale). اللون الأزرق للعلم مع النجوم الصفراء مأخوذ من علم مجلس أوروبا والاتحاد الأوروبي، لكن عدد النجوم هو عشرة بسبب عدد الدول الأعضاء في الاتحاد.

## الاستخدام
نادرًا ما تم استخدام العلم، حيث كان الاتحاد خامدًا إلى حد كبير قبل أن تخلفه الأنشطة العسكرية للاتحاد الأوروبي. تم نقل العلم مرة واحدة على متن سفينة حربية تابعة للبحرية الأمريكية، يو إس إس جون رودجرز، عندما تم استخدامها كسفينة قيادة لجنرال إيطالي (مع طاقم من اتحاد أوروبا الغربية) يقود عمليات إغاثة في البوسنة والهرسك. تم إنهاء معاهدة اتحاد أوروبا الغربية الآن، مع انتهاء أنشطته بحلول يونيو 2011، لا يمكن توقع أي استخدام آخر للعلم.

## التصميم السابق

تصميم 9 نجوم تم استخدامه بين عامي 1993 و1995.

كان العلم الحالي قيد الاستخدام فقط منذ عام 1993. قبل ذلك كان هناك تصميم مشابه ولكن مع تسعة نجوم فقط (قبل أن تصبح اليونان عضوًا) وكانت النجوم باتجاه قاعدة العلم أكبر بشكل تدريجي من تلك الموجودة على الأطراف. حل هذا التصميم محل علم الاتحاد الغربي، المنظمة التي تحولت إلى اتحاد أوروبا الغربية عند دخول معاهدة بروكسل المعدلة حيز التنفيذ.

## روابط خارجية
- علم الاتحاد الأوروبي الغربي، أعلام العالم.
- مناقشة